# لئونارد بی. جردن
لئونارد بی. جردن (به انگلیسی: Leonard B. Jordan) سناتور سابق عضو حزب جمهوری‌خواه ایالات متحده آمریکا بود. وی در سال ۱۹۶۲ تا ۱۹۷۳ میلادی سناتور ایالت آیداهو در سنای ایالات متحده آمریکا بود.